# Seznam evroposlancev iz Danske
Seznam evroposlancev iz Danske je krovni seznam.

## Seznami
- seznam evroposlancev iz Danske (1973-1979)
- seznam evroposlancev iz Danske (1979-1984)
- seznam evroposlancev iz Danske (1984-1989)
- seznam evroposlancev iz Danske (1989-1994)
- seznam evroposlancev iz Danske (1994-1999)
- seznam evroposlancev iz Danske (1999-2004)
- seznam evroposlancev iz Danske (2004-2009)
- seznam evroposlancev iz Danske (2009-2014)
- poimenski seznam evroposlancev iz Danske